# Madoka Inui
Madoka Inui (* vor 1980 in Kōbe) ist klassische japanische Pianistin und lebt in Wien.

## Leben
Madoka Inui erhielt ersten Klavierunterricht in Tokio. Ab 1990 studierte sie am Wiener Konservatorium bei Dianko Iliew und Roland Batik und schloss mit Auszeichnung ab. In den Jahren 1993–1994 folgten Konzerte in Barcelona. Sie gewann 1995 den Internationalen Klavierwettbewerb „Citta di Stresa“. Sie ließ sich in Wien nieder und entfaltete dort seither eine rege Tätigkeit als Solistin und Kammermusikin.
Sie machte mehrere Aufnahmen beim Österreichischen Rundfunk. 2000 nahm sie an der Seite von Franz Bartolomey, dem damaligen Ersten Solocellisten der Wiener Philharmoniker, ihre erste CD mit Werken für Violoncello und Klavier von Johannes Brahms, Richard Strauss und Johann Strauss auf. 2002 wechselte sie zum Label Naxos, wo sie den pianistischen Teil der Kammermusikreihe „Philharmonic Soloists“ mit Solisten der Wiener Philharmoniker übernommen hat.

## Diskografie (Auswahl)
- Franz Bartolomey; Madoka Inui. Werke von Johannes Brahms, Richard Strauss, Johann Strauss. Mit Franz Bartolomey, Cello (RCA Red Seal und ORF; 2001)
- The Art of the Clarinet. Werke von Beethoven, Brahms, Mendelssohn, Berg. Mit u. a. Peter Schmidl, (Naxos; 2003)
- The Art of the Vienna Horn. Werke von Beethoven, Brahms, Schubert, Schumann. Mit Wolfgang Tomböck (Naxos; 2004)
- The Art of the Viola. Werke von Schumann, Hindemith, Britten. Mit Heinrich Koll (2004)
- The Art of the Cello. Werke von Hummel, Haydn, Chopin. Mit Franz Bartolomey (2005)
- The Art of the Flute. Werke von Mozart, Kuhlau, Poulenc. Mit Wolfgang Schulz (2007)